# Justizzentrum Bochum

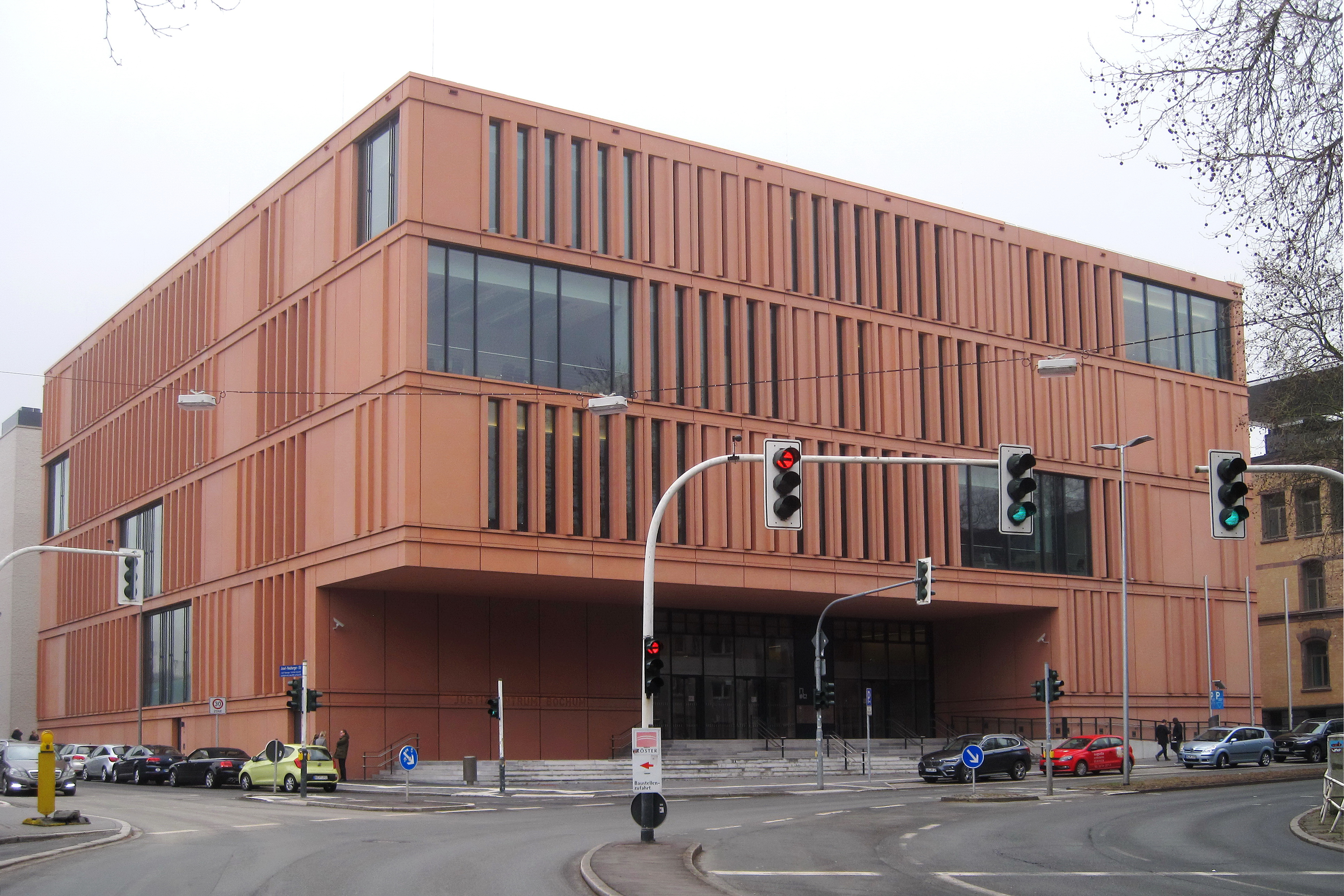
Eingangsbereich des Justizzentrums (Josef-Neuberger-Straße 1)

Das Justizzentrum Bochum in der Innenstadt von Bochum beherbergt das örtliche Landgericht, Amtsgericht, Arbeitsgericht sowie die Staatsanwaltschaft.
Die Standortwahl war wegen des erforderlichen Teilabrisses des Gymnasiums am Ostring umstritten. Bauherr war der Bau- und Liegenschaftsbetrieb NRW. Den Architekturwettbewerb für den Neubau gewann das Architektenbüro Hascher Jehle Architektur. Geplant wurden sechs Baukörper mit einer Bruttogeschossfläche von 43.003 m².
Beim Saaltrakt, in dem auch der Eingangsbereich integriert ist, wurden rötliche Betonwerksteine verbaut. Die rückwärtige Fassade dieses Traktes ist vollständig verglast, durch welche man den begrünten Innenhof und weitere Gebäude des Zentrums sehen kann. Das Richtfest fand am 23. März 2015 statt.
Der Neubau wurde etwa drei Jahre später fertig als geplant. Der ursprüngliche Kostenrahmen von 107,4 Millionen Euro wurde um mindestens 38 Millionen Euro überschritten. Im Oktober 2017 wurde das Gebäude bezogen.